# Rave
Il termine rave designa un raduno musicale, spesso di grandi dimensioni, caratterizzato dalla presenza di DJ che suonano musica elettronica, in particolare techno, acid house, drum and bass, hardcore e affini, per molte ore, spesso per tutta la notte o per più giorni consecutivi. I rave possono svolgersi in spazi legali oppure illegali, come capannoni industriali, campi aperti, fabbriche dismesse o club.

## Storia

### Origini internazionali
Il termine "rave" è stato utilizzato inizialmente nella scena beat degli anni Sessanta nel Regno Unito, per poi riemergere nella seconda metà degli anni Ottanta per indicare le prime feste acid house organizzate in Inghilterra, in particolare a Londra e Manchester. Il fenomeno crebbe rapidamente grazie alla combinazione tra innovazioni tecnologiche nella produzione musicale, l'uso di sostanze psicotrope come l'MDMA, e un diffuso spirito di ribellione contro l’establishment politico e culturale del tempo.
Negli anni Novanta, la cultura rave si diffuse in tutto il mondo, assumendo diverse connotazioni locali. In Germania, ad esempio, il movimento techno esplose dopo la caduta del Muro di Berlino, mentre negli Stati Uniti si sviluppò parallelamente nei club e nelle warehouse parties. In Francia e in Italia si affermarono i free party, feste spesso itineranti e non autorizzate, organizzate da sound system indipendenti.

### Il fenomeno in Italia
I primi rave in Italia segnarono un momento rivoluzionario. Giovani DJ-collezionisti come Andrea Prezioso, Lory D, Mauro Tannino e Luca Cucchetti tornavano da Londra con raccolte di vinili e cassette acid house, techno e breakbeat, diffondendoli a Roma grazie a Radio Centro Suono nella trasmissione Centro Suono Rave. Il movimento si affermò rapidamente nei primissimi anni Novanta, anche grazie a pionieri come Chicco Furlotti, Claudio Vietnam, Max "Org", i fratelli D'Arcangelo e altri, che organizzarono eventi con migliaia di partecipanti in capannoni della periferia romana e altri luoghi vicini e in strutture temporanee come tendoni. 
I rave italiani divennero sinonimo di rottura con l’ordine precostituito delle discoteche convenzionali e con il concetto stesso di musica commerciale. Non erano semplicemente feste, ma atti di affermazione culturale e politica. In molti casi, la loro organizzazione sfuggiva alle logiche del profitto, prediligendo forme orizzontali di cooperazione tra i partecipanti.
Nel frattempo, nacquero collettivi come i Mutoid Waste Company e i Teknival, che contribuirono a diffondere l’estetica DIY (do it yourself) del rave in molte zone d’Europa, comprese le campagne dell’Emilia-Romagna e la zona del centro Italia.

### Free party
Parallelamente alla diffusione dei grandi eventi legali o semi-legali, prese piede anche in Italia la cultura dei free party. Questi eventi erano spesso organizzati in luoghi remoti, comunicati all’ultimo momento tramite passaparola o numeri telefonici, e si fondavano su principi di accesso gratuito o ad offerta libera, assenza di sponsorizzazioni, e spirito comunitario. Il loro carattere effimero e sotterraneo li ha resi crocevia di esperienze artistiche, spirituali e politiche radicali.
Sound system come i Desert Storm, i Spiral Tribe e, in Italia, gli Hacktivists e Kernel Panik, contribuirono alla creazione di una rete internazionale di rave itineranti.

## Filosofia del rave
Secondo Scott R. Hudson, autore di Technosciamanism: Spiritual Living in the Wave Subculture (1999), il rave è un fenomeno che va oltre la dimensione musicale o festiva. Si configura come uno spazio liminale, dove si sviluppano pratiche para-religiose e rituali collettivi di trance, affini a quelli descritti da Gilbert Rouget nello studio La musica e la trance.
La dimensione sciamanica del rave si rispecchia anche nella sospensione delle categorie di tempo e identità, nella dissoluzione dell’ego a favore di un’esperienza di fusione collettiva, e in una forma di resistenza simbolica al sistema dominante. Autori come Graham St John e George McKay hanno analizzato il rave come spazio di eccezione culturale e politica, nonché come laboratorio per nuove forme di soggettività.
Il filosofo Rick M. Tag ha proposto una lettura del rave come zona temporaneamente autonoma, in linea con le teorie di Hakim Bey, dove i partecipanti si muovono in una dimensione sospesa tra arte, politica ed espressione corporea.

## Critiche e repressione
Nel corso degli anni, il movimento rave ha attirato l’attenzione dei media e delle autorità per vari motivi, tra cui l’uso diffuso di sostanze stupefacenti, i problemi di ordine pubblico e il carattere illegale di molti eventi. In Italia, a partire dagli anni 2000, vi è stata una stretta sulle feste non autorizzate, culminata in episodi come lo sgombero del rave di Modena nel 2021 e l’approvazione di norme più restrittive sulla sicurezza degli eventi.
Tuttavia, la repressione non ha mai cancellato il fenomeno, che continua a manifestarsi sotto nuove forme, sia nei circuiti ufficiali che underground, e continua a ispirare letteratura, musica e arti visive.